# Nisan
Nisan (ook wel nissan, niesan of awiew; Hebreeuws: נִיסָן, ook wel אביב) is volgens de Misjna de zevende maand van het joodse jaar en volgens de Thora de eerste maand van het joodse jaar. De maand telt 30 dagen.
Deze maand valt ongeveer samen met de tweede helft van maart en de eerste helft van april van de algemene of gregoriaanse kalender.
Twee feesten en een treurdag vallen in de maand nisan:
- 14 - Vastendag vanwege de eerstgeborenen
- 15-22 - Pesach[2]
- 27 - Jom Hasjoa, herdenking van de slachtoffers van de Sjoa

In de Thora, in Exodus 12:1-2 staat: "God zei tegen Moshé en Aäron in het land Egypte aldus: 'Deze maansvernieuwing geeft voor jullie de aanvang van de maanden - van het jaar - aan. De eerste van de maanden van het jaar zal zij voor jullie zijn.'" Dit had betrekking op de uittocht uit Egypte van de Israëlieten die in de lente plaatsvond.
Nisan, afgeleid van het Babylonische Nisanu, is ook de Arabische en Turkse naam voor de maand april.
tisjri · chesjvan · kislew · tevet · sjevat · adar · adar 2 · nisan · iar · sivan · tammoez · av · eloel